# Кривозерьевское сельское поселение
Кривозерьевское се́льское поселе́ние — муниципальное образование в Лямбирском районе Мордовии Российской Федерации.
Административный центр — село Кривозерье.

## История
Статус и границы сельского поселения установлены Законом Республики Мордовия от 28 декабря 2004 года № 122-З «Об установлении границ муниципальных образований Лямбирского муниципального района, Лямбирского муниципального района и наделении их статусом сельского поселения и муниципального района».

## Население
| 2002  | 2010  | 2012  | 2013  | 2014  | 2015  | 2016  |
| ----- | ----- | ----- | ----- | ----- | ----- | ----- |
| 1566  | ↗1708 | ↗1711 | ↗1714 | ↘1700 | ↘1693 | ↗1697 |
| 2017  | 2018  | 2019  | 2020  | 2021  |       |       |
| ↘1689 | →1689 | ↘1652 | ↘1626 | ↘1436 |       |       |

## Состав сельского поселения
| № | Населённый пункт | Тип населённого пункта       | Население |
| - | ---------------- | ---------------------------- | --------- |
| 1 | Кривозерье       | село, административный центр | ↗955      |
| 2 | Суркино          | деревня                      | ↗406      |
| 3 | Хаджи            | деревня                      | ↗161      |
| 4 | Шувалово         | деревня                      | ↗186      |